# Isaac de Dalmacia
San Isaac de Dalmacia fue un monje de Oriente que vivió en el siglo IV. 
Isaac abrazó la vida monástica en su juventud y fue a Constantinopla para incitar al emperador a que abandonase el arrianismo. Pronosticó a Valente que no volvería de su expedición contra los godos. Fundó un monasterio en el que murió por el año 383.

## Culto
Isaac fue considerado como el santo patrón de la dinastía Románov a la que pertenecía Pedro el Grande. Este zar mandó construir en su honor la Catedral de San Isaac en San Petersburgo.